# M1-es főút (Moldova)
Az M1 (románul: Magistrala M1) Moldova egyik főútja, amely Cricovai csomópontnál, Chișinăutól északra kezdődik. Hossza 97 km, az E581-es európai út része. Ez a fő útvonal Chișinău és a román határ között. Az útvonal az M1-M2-M14-M21 csomópontnál kezdődik, onnan halad tovább. A főút Chișinăun kívül nagyobb, fontosabb városokat nem érint. Romániában a DN24B-be csatlakozik, ami Barlád felé visz tovább.

## Útvonal
| Távolság (légvonal) | Hely                                       | Keresztezett utak |
| ------------------- | ------------------------------------------ | ----------------- |
| 0 km                | Kezdőpont Cricovánál (Chișinăutól északra) | nincs             |
| 10 km               | Csomópont Chișinău-nál                     | R1                |
| 17 km               | Csomópont Durlești-nél                     | R6                |
| 53 km               | Csomópont Lozovánál                        | R44               |
| 94 km               | Csomópont Onești-nél                       | R33               |
| 103 km              | Románia/Moldova határ Leușeni-nél          | nincs             |

## Képgaléria

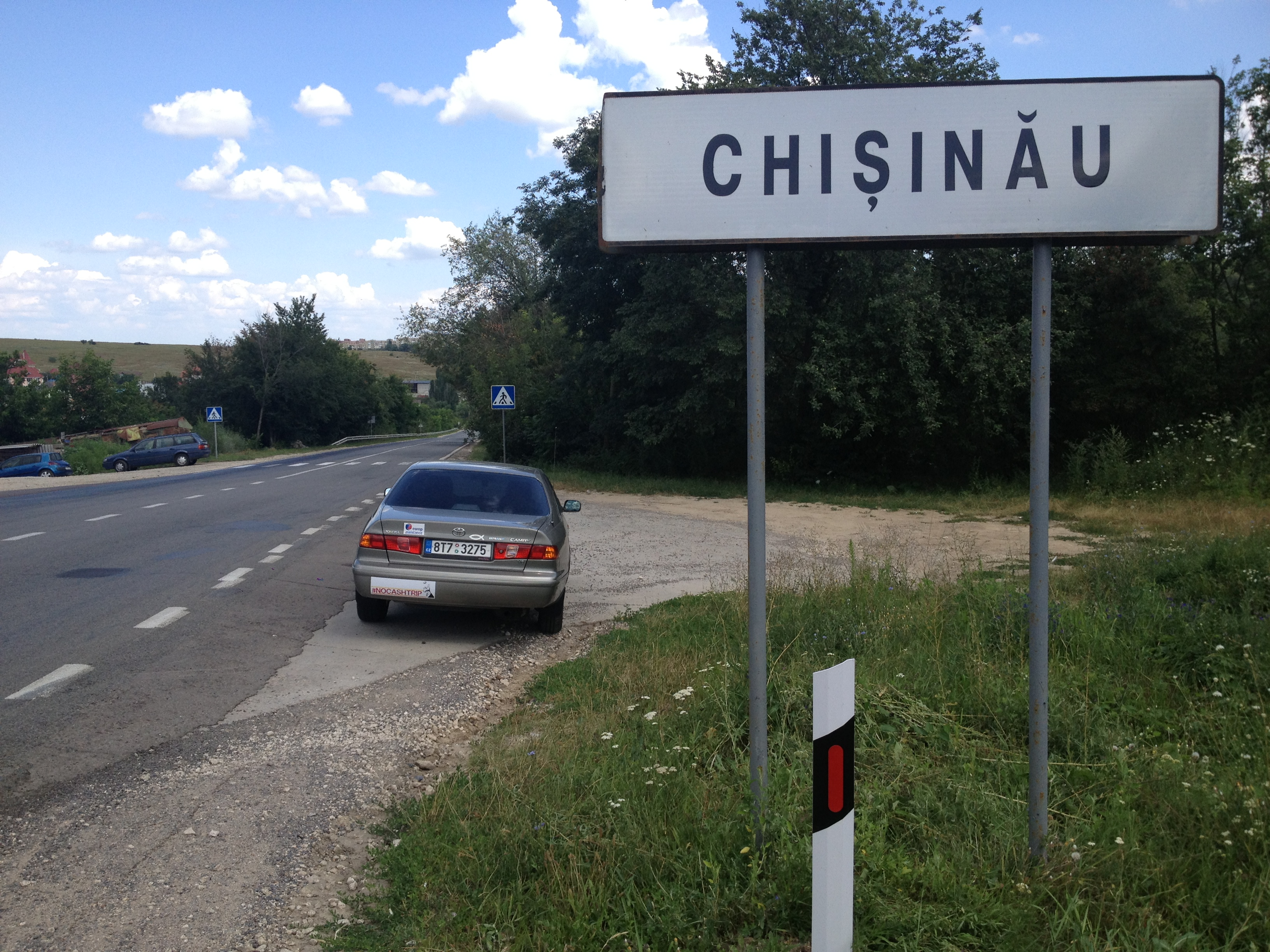
Az M1-es autópálya Chișinăunál
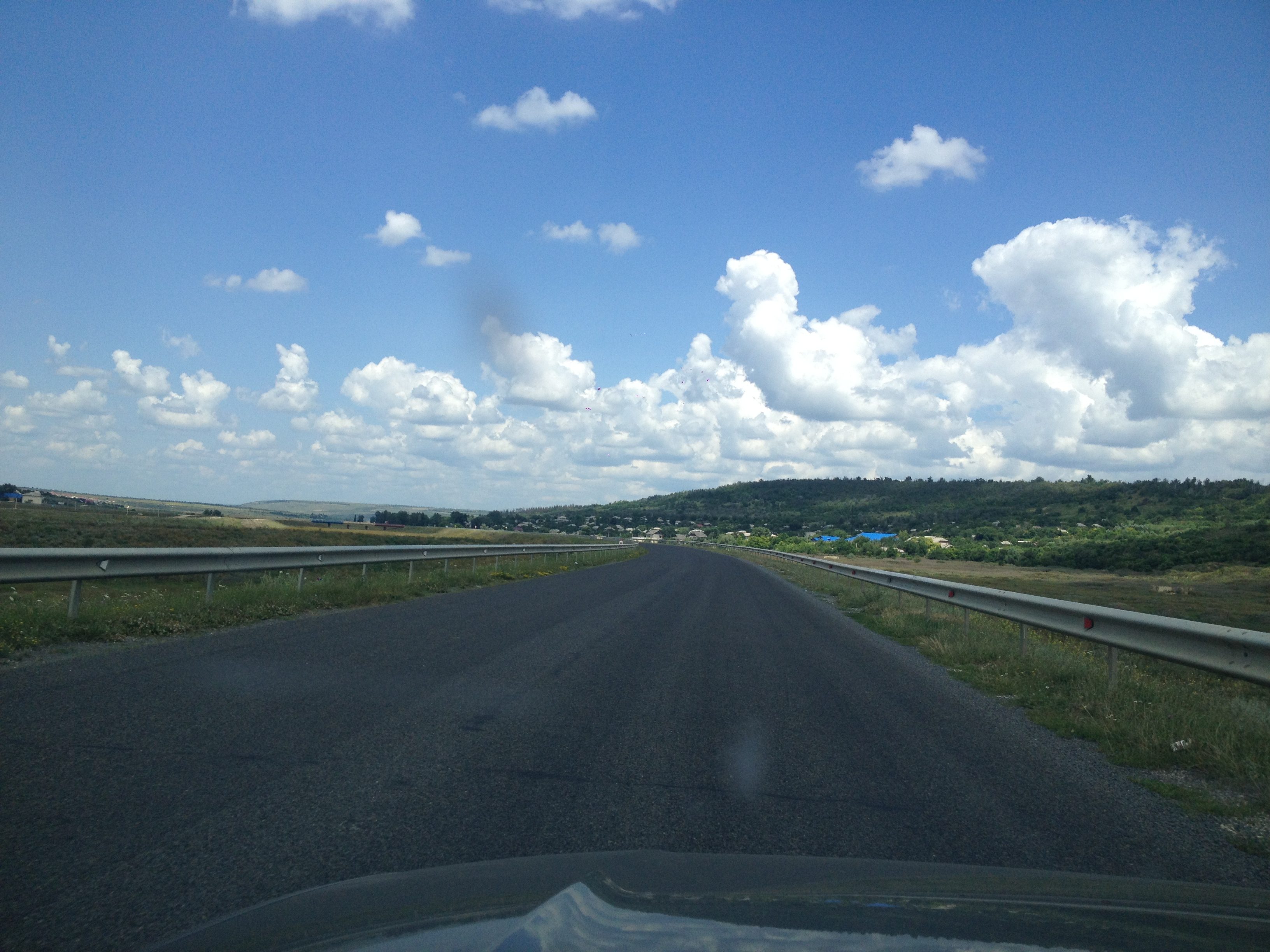
Az M1-es autópálya a román határ közelében